# Třída Dresden
Třída Dresden byla třída lehkých křižníků Kaiserliche Marine. Celkem byly postaveny dvě jednotky této třídy. Ve službě byly v letech 1908–1915. Oba křižníky byly velice aktivní na počátku první světové války a byly ve válce potopeny.

## Stavba
Celkem byly postaveny čtyři jednotky této třídy. Do stavby se zapojily loděnice Kaiserliche Werft Danzig v Danzigu a Blohm & Voss v Hamburku. Do služby byly přijaty v letech 1908–1909.
Jednotky třídy Dresden:
| Jméno   | Loděnice                 | Založení kýlu | Spuštěna        | Vstup do služby    | Status                                                      |
| ------- | ------------------------ | ------------- | --------------- | ------------------ | ----------------------------------------------------------- |
| Dresden | Blohm & Voss             | 1906          | 5. října 1907   | 14. listopadu 1908 | Dne 14. března 1915 potopen vlastní posádkou.               |
| Emden   | Kaiserliche Werft Danzig | 1906          | 26. května 1908 | 10. července 1909  | Dne 9. listopadu 1914 potopen v bitvě u Kokosových ostrovů. |

## Konstrukce

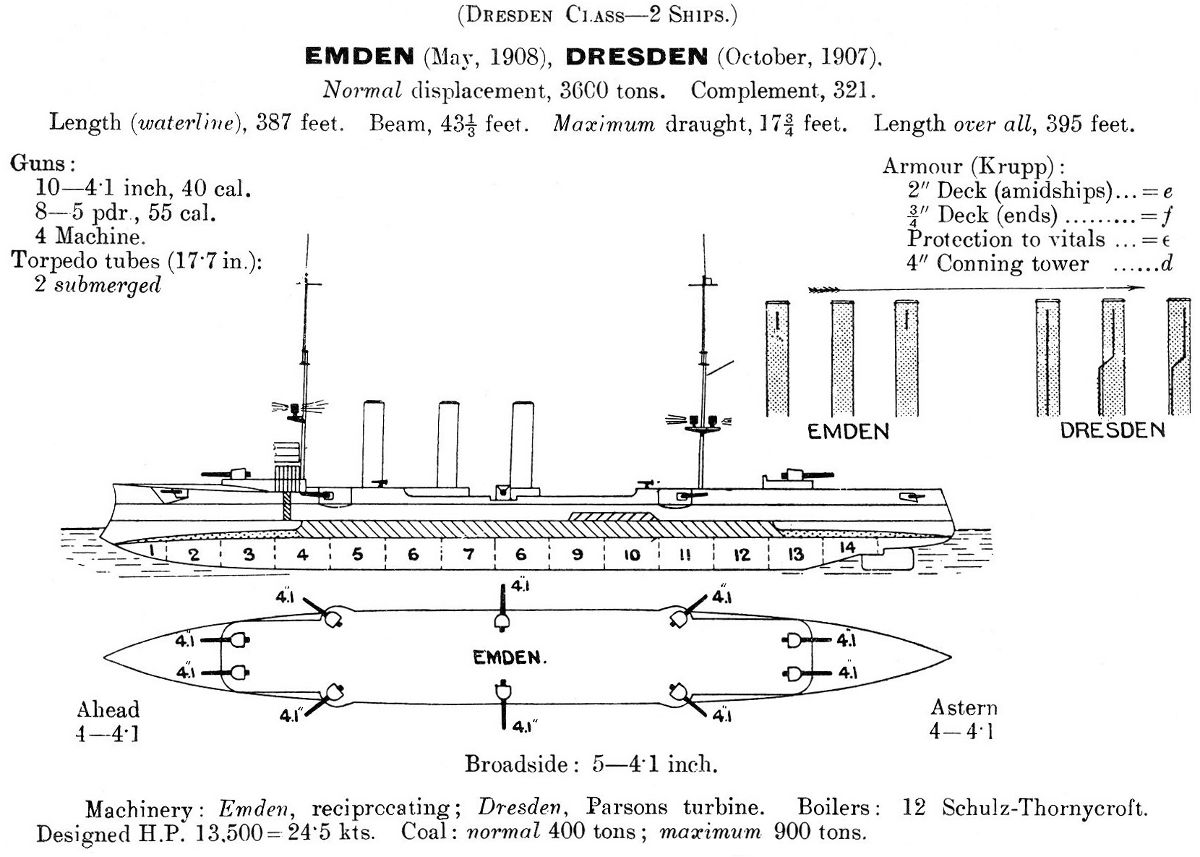
Základní uspořádání třídy

Výzbroj lodí tvořilo deset 105mm kanónů v jednohlavňové lafetaci a dva torpédomety. Dvě děla stála vedle sebe na přídi, dvě na zádi, dvě na bocích uprostřed trupu a zbylá čveřice byla umístěna v bočních kasematách. Pancéřová ochrana se omezila pouze na 50 mm silnou pancéřovou palubu a velitelskou věž se 100 mm pancířem. Pohonný systém se u obou lodí lišil. Oba křižníky nesly dvanáct kotlů Marine, ale Dresden poháněly parní turbíny, zatímco Emden parní stroj. Dresden měl čtyři turbíny Parsons o výkonu 15 000 hp, pohánějící čtyři lodní šrouby. Nejvyšší rychlost dosahovala 24 uzlů. Dosah byl 3600 námořních mil při rychlosti 14 uzlů. Sesterský křižník Emden poháněly dva parní stroje s trojnásobnou expanzí o výkonu 13 500 hp, roztáčející dva lodní šrouby. Nejvyšší rychlost dosahovala 23,5 uzlu. Dosah byl 3760 námořních mil při rychlosti 12 uzlů.

## Osudy

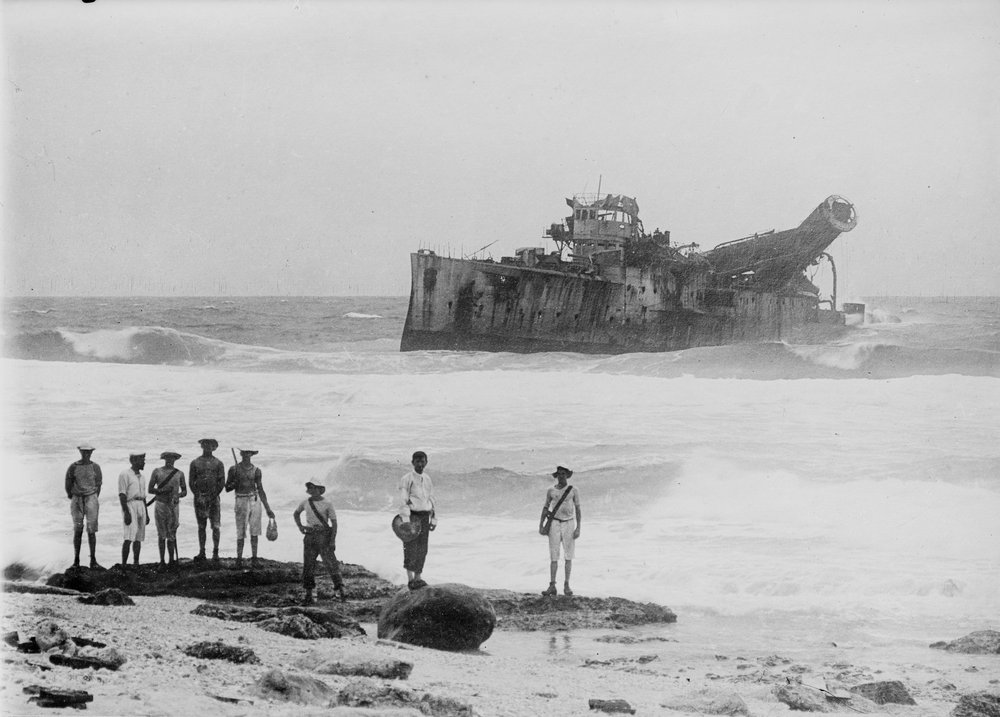
Vrak křižníku SMS Emden

Emden byl součástí Německé východoasijské eskadry admirála von Spee. Po vypuknutí války byl odeslán do oblasti Indického oceánu, aby zde narušoval námořní obchod. Dne 28. října 1914 napadl dohodové lodě v přístavu George Town na ostrově Penang. Ve střetnutí známém jako bitva u Penangu Emden nejprve dvěma torpédy a dělostřelbou potopil ruský křižník Žemčug. Při úniku z přístavu Emden rozstřílel ještě francouzský torpédoborec Mousquet. Emden byl nakonec 9. listopadu 1914 potopen australským lehkým křižníkem HMAS Sydney v bitvě u Kokosových ostrovů. Celkem 182 námořníků bylo zajato, části posádky se ale podařilo na malé lodi doplout na Sumatru a 48 jich po šesti měsících dorazilo do Istanbulu.
Dresden na počátku války operoval v Karibiku odkud zamířil na jih, aby se u Velikonočního ostrova připojil ke Speeově eskadře. Dne 1. listopadu 1914 pomohl zničit britskou eskadru v bitvě u Coronelu a jako jediná německá loď přežil zničení Speeovy východoasijské eskadry 8. prosince 1914 v bitvě u Falklandských ostrovů. Po bitvě se skrýval u jižního pobřeží Chile. Nakonec ho 14. března 1915 u ostrova Robinsona Crusoe zastihly britské křižníky HMS Glasgow a HMS Kent. Po krátké přestřelce kapituloval. Během vyjednávání, které vedl pozdější admirál Wilhelm Canaris, loď potopila vlastní posádka. Podle jiné verze byl křižník potopen Brity ze msty přestože kapituloval a to na přímý rozkaz W. Churchilla. Němci ztratili 8 mrtvých a 29 raněných.